# Giovanni Carlo Ferrari
Giovanni Carlo Ferrari (Arcene, 1º febbraio 1949) è un ex calciatore italiano, di ruolo attaccante.

## Carriera

### Gli inizi
Nativo di Arcene, in provincia di Bergamo, crebbe calcisticamente nelle giovanili del Monza: nel 1966 fu aggregato alla prima squadra, senza però esordire. Ceduto alla Nocerina, esordì nel calcio professionistico nel 1967-1968, in Serie D: con i molossi, infatti, mise a segno quattro reti in 12 gare. Passato nella stagione successiva al Seregno, in Serie D,  vinse con la squadra il girone B, conquistando così la promozione nella categoria superiore, nella quale militerà per due anni con la maglia brianzola: in totale, con il Seregno giocò 105 partite mettendo a segno 35 gol. Dopo un breve periodo al Rovereto, durato pochi mesi, passò al Brindisi, nel quale marcò undici reti in 28 gare nella stagione 1971-1972 che terminò con la promozione del Brindisi in Serie B.

Ferrari (in piedi, terzo da sinistra) al Seregno nella stagione 1970-1971

Nel campionato successivo vestì invece la maglia del Lecce, sempre in Serie C, dove fece registrare la sua migliore stagione dal punto di vista realizzativo, segnando 26 reti in 36 partite giocate che gli valsero il titolo di capocannoniere del girone C della Serie C, portando la squadra al secondo posto nel girone dietro l'Avellino. L'anno dopo segnò invece dieci gol in 27 gare, per un totale di 36 marcature complessive con la maglia dei salentini.
Nel 1974-1975 venne ingaggiato dall'Avellino, salendo quindi di categoria ed esordendo in Serie B, dove mise a segno otto reti in 35 presenze.

### L'esordio in Serie A con la Lazio
Le buone stagioni con il Lecce e l'Avellino gli valsero un ingaggio con la Lazio, con la quale esordì in Serie A il 2 novembre 1975 nella gara Lazio-Bologna 1-1; la prima rete arrivò invece il 1º febbraio 1976, nella gara contro il Como vinta per 3-2 dai capitolini. Il gol siglato ai lariani rimase però l'unico con la maglia biancoceleste: chiuso infatti dal giovane Bruno Giordano, l'attaccante bergamasco giocò solo sei gare di campionato, venendo usato con più continuità in Coppa UEFA e in Coppa Italia senza però andare in gol nelle due competizioni. A fine stagione, la società decise di cederlo.

### Gli ultimi anni di carriera
Ferrari venne acquistato dal Cagliari nell'estate 1976, dove si ritrovò a fare la riserva di Pietro Paolo Virdis e Luigi Piras: con la maglia rossoblù, squadra al tempo militante in Serie B, giocò comunque 15 partite mettendo a segno cinque gol. Nell'ottobre 1977 venne poi ceduto alla Pistoiese, sempre nella serie cadetta, dove disputò 27 gare da titolare siglando tredici marcature.
Nel 1978-1979 giocò una stagione con il Pescara che raggiunse la promozione in Serie A (sei reti in 25 partite) prima di tornare al Monza, sua squadra d'origine, dove disputò due campionati di Serie B, siglando otto reti in 44 gare. Terminò la carriera con la Salernitana e infine con la Brembillese in Serie C2 nel 1983-1984.
In carriera ha totalizzato complessivamente 6 presenze e 1 rete in Serie A, e 146 presenze e 40 reti in Serie B.

## Palmarès

### Competizioni nazionali
- Campionato italiano Serie D: 1

Seregno: 1968-1969 (girone B)
- Campionato italiano Serie C: 1

Brindisi: 1971-1972 (girone C)